# Municipio de Madison (condado de Clarke)
El municipio de Madison (en inglés: Madison Township) es un municipio ubicado en el condado de Clarke en el estado estadounidense de Iowa. En el año 2010 tenía una población de 151 habitantes y una densidad poblacional de 1,62 personas por km².

## Geografía
El municipio de Madison se encuentra ubicado en las coordenadas 41°6′46″N 93°57′38″O / 41.11278, -93.96056. Según la Oficina del Censo de los Estados Unidos, el municipio tiene una superficie total de 93.06 km², de la cual 93,04 km² corresponden a tierra firme y (0,02 %) 0,02 km² es agua.

## Demografía
Según el censo de 2010, había 151 personas residiendo en el municipio de Madison. La densidad de población era de 1,62 hab./km². De los 151 habitantes, el municipio de Madison estaba compuesto por el 98,68 % blancos, el 0,66 % eran amerindios y el 0,66 % eran de una mezcla de razas. Del total de la población el 1,99 % eran hispanos o latinos de cualquier raza.